# Rupert Egenberger
Rupert Egenberger (* 29. Dezember 1877 in Obergermaringen; † 3. Mai 1959 in Bad Tölz) war ein deutscher Sonder-/Heilpädagoge.

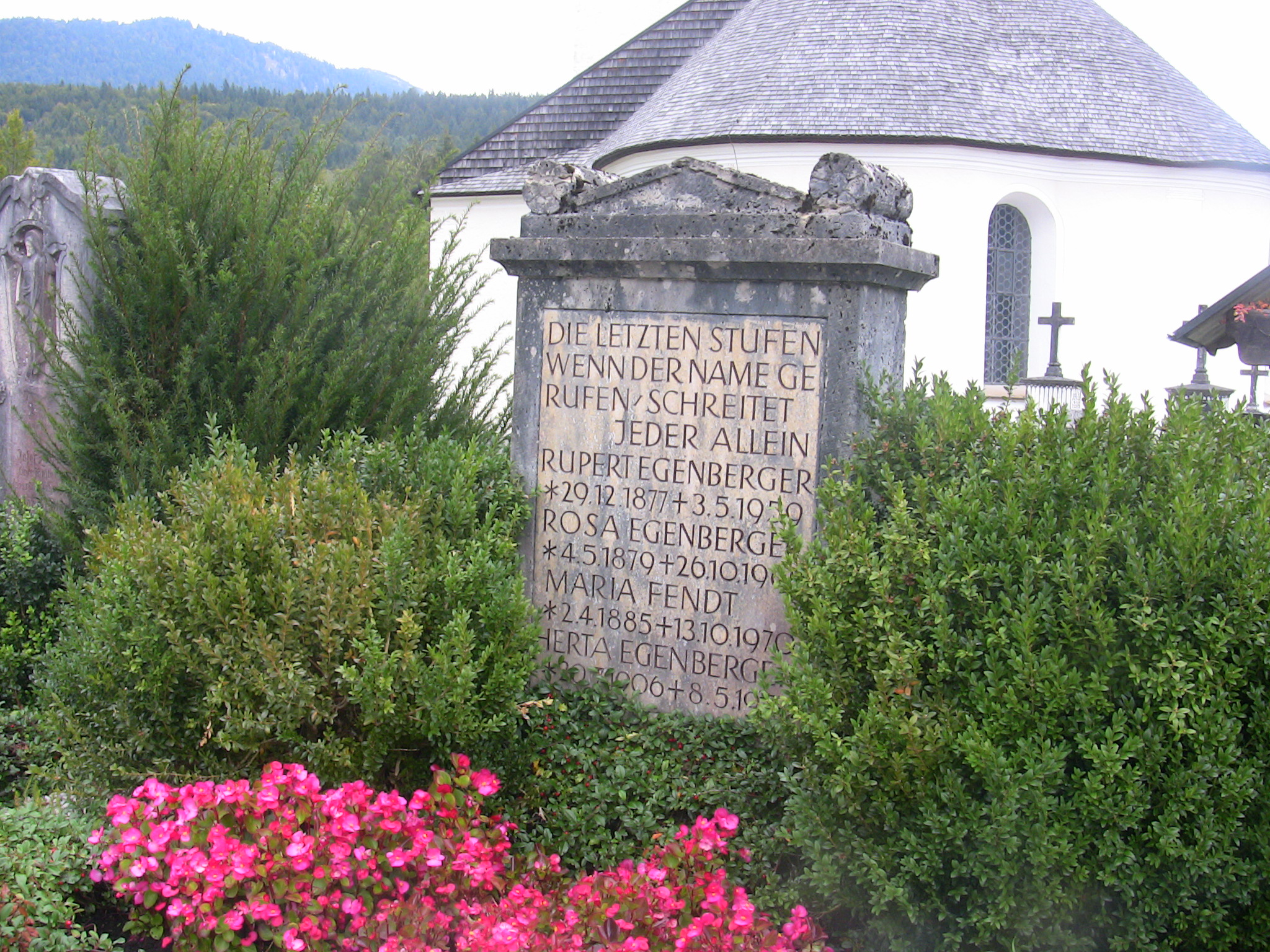
Grabmal von Rupert Egenberger

## Leben
Rupert Valentin August Egenberger war der dritte von vier Söhnen des Lehrers Rupert Egenberger und dessen Ehefrau Wilhelmine, geb. Beitelrock. Den größten Teil seiner Jugend verlebte er in Thalfingen bei Ulm an der Donau. In späteren Jahren erzählte er gern davon: vom Leben auf dem Dorf, dem Fischfang in der Donau, der Jagd auf den weiten Feldern, den Spaziergängen in das nahegelegene Kloster Elchingen und der abenteuerlichen Kutschfahrt nach Neu-Ulm, der Grenzstadt zum damaligen Königreich Württemberg. Der junge Mann folgte seinem Vater und ergriff ebenfalls den Beruf des Schulmanns.
Seine Studien absolvierte er in Lauingen an der Donau, an der dortigen Lehrerbildungsanstalt, ferner an den Universitäten in München (u. a. bei Theodor Lipps und Georg Kerschensteiner) und in Leipzig (u. a. bei Wilhelm Wundt). An den genannten Universitäten belegte er die Fächer Psychologie, Psychiatrie, Physiologie und Sprachheilkunde. Nachfolgend galt sein besonderes Interesse dem Hilfsschulwesen und er kämpfte vehement dafür, dass die „sprech-, lese-, schreib-, rechen- oder bewegungsgestörten Hilfsschüler“ nicht „als Schwachsinnige“ gesehen wurden.
Ab Herbst 1902 unterrichtete er im Auftrag des damaligen Münchner Stadtschulrats Georg Kerschensteiner in der ersten Münchener Hilfsschulklasse, die in einer Baracke an der Bergmannstrasse untergebracht war und von Kindern unterschiedlichster Behinderungen besucht wurde.
1911 wurde Egenberger zum Ersten Vorsitzenden der Sektion Hilfsschulwesen des Münchener Lehrervereins gewählt. 1918 gründete er den Bayerischen Hilfsschulverband, einen Unterverband des Verbandes der Hilfsschulen Deutschlands (VdHD). Ab 1922 war Egenberger auch Vorstandsmitglied des VdHD. Dessen letzter Vorsitzender vor der Auflösung war Gustav Lesemann. Am 17. September 1933 wurde der VdHD aufgelöst und in die Reichsfachschaft V (Sonderschulen) des Nationalsozialistischen Lehrerbundes (NSLB) eingegliedert.
1922 wurde Egenberger zum Ersten Vorsitzenden der Gesellschaft für Heilpädagogik (GfH) berufen, die er zusammen mit Max Isserlin und Ruth von der Leyen gegründet hatte. Im zweijährigen Abstand wurden in den Jahren 1922 bis 1930 fünf Kongresse organisiert. Tournusmäßig hätte der nächste Kongress 1932 stattfinden sollen. Aufgrund von Differenzen mit dem bayerischen NS-Funktionär Hans Schemm legte Egenberger den Vorsitz der Gesellschaft für Heilpädagogik vor Beginn des NS-Regimes nieder. 1934 wurde von Erwin Lesch, der als Geschäftsführer der GfH fungierte, noch eine kleinere Tagung, der „6. Kongreß für Heilpädagogik“, in München organisiert. Der Gesellschaft für Heilpädagogik [...] war 1937 eine zweite multidisziplinäre Fachgesellschaft gefolgt, die ausdrücklich international orientiert war. Es handelte sich dabei um die von dem Schweizer Sonderpädagogen Heinrich Hanselmann, einem Vorstandsmitglied der GfH, gegründete „Internationale Gesellschaft für Heilpädagogik“. Auf nationaler Ebene wurde am 5. September 1940 in Wien die Deutsche Gesellschaft für Kinderpsychiatrie und Heilpädagogik (DGKH) gegründet.
Erstmals 1922/1923 fand unter der Leitung von Egenberger an der Universität München eine einjährige (teil-)akademische Ausbildung für Heilpädagogen statt. Die Teilnehmer hatten den Status immatrikulierter Studenten. Egenberger hielt Vorlesungen in den Fächern Organisation des heilpädagogischen Unterrichts und Methodik des heilpädagischen Unterrichts. Außerdem war er neben organisatorischen Aufgaben für das Hilfsschulpraktikum und das heilpädagogische Kolloquium zuständig. Zu seinen Studenten zählten unter anderen Gustav Lesemann, Erwin Lesch und Wilhelm Hofmann. 1928 legte Egenberger die Verantwortung für die Heilpädagogischen Ausbildungslehrgänge nieder, da er nicht bereit war, „die Lehrinhalte der nationalsozialistischen Ideologie anzupassen“ (zit. nach Speck, 1998, S 326). Seine Nachfolge übernahm Erwin Lesch.
Zur Niederlegung seiner Ämter äußerte sich Egenberger 1957 in seiner (unveröffentlichten) Autobiografie: „Das Jahr 1933 setzte jeden überzeugten Nationalsozialisten schachmatt. Ich legte meine letzten Ämter nieder u. fühlte mich als Rektor im nationalsozialistischen Staat deplatziert, zog mich in allen Dingen zurück“ (Egenberger, 1957, S. 5). Anfängliche Sympathien für Teile des NS-Gedankenguts reflektierte er rückblickend selbstkritisch, wie ein Hinweis in der Denkschrift an die Besatzungsmacht (1946) erkennen lässt: „Dadurch, dass HITLER so viel von Erziehung sprach, hat er viele getäuscht. Unter Erziehung verstand aber HITLER nicht die Schule und den Lehrer, sondern seine HJ und seine Schulungslager und Ausbildungskurse, seine Parteischulen und Ordensburgen“. (Atzesberger, 1971).
Der einflussreiche Münchener Hilfsschulpädagoge Rupert Egenberger war nicht NSDAP-Mitglied; einen Beitritt lehnte er trotz mehrmaliger Aufforderungen ab. Mit Wirkung vom 1. Juli 1934 trat er jedoch in seiner Funktion als Rektor dem NSLB bei, wohl auch, um seine langjährig erworbenen Ansprüche an Kranken- und Sterbegeldversicherung nicht zu verlieren.
Nach der Niederlegung seiner Ämter war Egenberger von 1933 bis zu seiner Pensionierung im Dezember 1942 Leiter der Münchener Schwindschule und führte als Klassenleiter eine Hilfsklasse. In der von ihm geleiteten Hilfsklasse begrüßten die Kinder weiterhin die Besucher „mit einem herzerfrischenden »Grüß Gott«“, obschon allenthalben „man mit »Heil Hitler«“ (Lesemann, 1969, S. 185) willkommen geheißen wurde. Zwei Augenzeugenberichte geben einen anschaulichen Eindruck in seine Unterrichtsgestaltung:
„Egenbergers Unterricht war in den zwanziger Jahren direkt revolutionär und modern und nicht im geringsten traditionell. Er saß in seinem Klassenzimmer am Pult, die Klasse wurde mit Aufgaben beschäftigt. Er ließ jeden Schüler einzeln zu sich herkomme, lernte mit ihm und förderte ihn individuell, d.h. er war damals schon gegen Frontalunterricht“ (zit. n. Atzesberger, 1971, S. 35).
„Tief beeindruckte [und] faszinierte, wie er mit seinen Kindern sprach, mundartlich und hochdeutsch durcheinander, wie er sich jedes einzelnen Kindes annahm und so sprach, dass ihn auch die tieferstehenden Kinder verstanden“ (Lesemann 1969, S. 181).
Noch gegen Ende des Zweiten Weltkrieges wurde seine Wohnung bei einem Bombenangriff zerstört. Daraufhin übersiedelte er nach Wörleschwang (bei Zusmarshausen), woher seine Frau stammte. In seiner neuen Heimat leistete der Pensionist in der Pfarrkirche sowie der benachbarten Wallfahrtskirche St. Michael in Violau Organistendienste.
1949 war er Mitbegründer und bis 1958 der Schriftführer der Joseph Haas Gesellschaft. Diese Gründung galt nicht bloß dem Freund, den er auf dem Lehrerseminar in Lauingen an der Donau kennengelernt hatte, sondern gerade ihm als Kulturschaffenden. Diesbezüglich schrieb Egenberger: Die Notwendigkeit der Gründung von Gesellschaften zur Förderung der Kunst eines Großen ist nicht eine Liebhaberei, sondern Dienst an der Kultur.
1952 zog er nach Jachenau bei Lenggries. Hier verbrachte Rupert Egenberger seinen Lebensabend. Nach längerer schwerer Krankheit starb er am 3. Mai 1959 im Krankenhaus von Bad Tölz. Sein Grabmal liegt auf dem Friedhof in Jachenau. Seit 1902 war er mit Rosa Strödel (*4. Mai 1879, +26. Oktober 1965) verheiratet. Aus der Ehe gingen zwei Kinder hervor, eine Tochter und ein Sohn.
Der Hilfsschullehrer und Heilpädagoge war rege publizistisch tätig, meist in Fachzeitschriften, und verfasste auch grundlegende Schriften wie „Psychische Fehlleistung“ (1913) und „Das lernbehinderte und leistungsschwache Schulkind“ (1932). Von 1924 bis 1935 war er neben Max Isserlin, Ruth von der Leyen und anderen Mitherausgeber der „Zeitschrift für Kinderforschung“. Sein zusammenfassendes Lehrbuch „Heilpädagogik“, nach wie vor ein Standardwerk der Sonder-/Heilpädagogik, erschien 1958. Innerhalb der sonder-/heilpädagogischen Literatur verwandte Egenberger erstmals den Begriff der „Behinderung“, der allerdings von ihm nicht definiert und eher im Sinn von „Schädigung“ gebraucht wurde. Mit seinen wissenschaftlichen Forschungen gilt Egenberger als Pionier der Pädagogik für geistig behinderte Kinder, der Hilfsschulpädagogik, der Sonder-/Heilpädagogik allgemein. Sein schriftlicher Nachlass wird im Ida-Seele-Archiv verwahrt.

## Kritik an seinem Wirken
Die gesellschaftlichen Eliten der Weimarer Republik, „waren antidemokratisch geprägt, die Loyalität ihrer Staatsdiener galt zum großen Teil der Monarchie“. Auch Egenberger war kein Freund der Weimarer Republik und ihrer politischen Neuerungen, auch auf dem Gebiet der Hilfsschulpädagogik. Auf einer Versammlung von 1922 verurteilte er „die revolutionären Kräfte pauschal als Psychopathen und Geisteskranke“. Er äußerte sich über die Ausbildung der Hilfsschullehrer wie folgt:
Die letzten Jahre   bewiesen, daß psychopathische Minderwertigkeiten das größte Übel im Staatsleben sein können. Viele unlogisch denkende Schreier und Hetzer, die Hemmungs- und Gewissenlosen, die Schiffbrüchigen und Existenzunfähigen, die Bildungslosen, die nicht wollenden Menschen, die Verräter aller Art gehören größtenteils der Kategorie der Psychopathen an... Sie sind jener Teil der Bevölkerung, der sich selbst von dem übrigen Teil der Gesellschaft absondert; sie sind jener Teil, der dem Verfall am leichtesten preisgegeben ist, und zwar dem wirtschaftlichen, wie auch dem sittlichen und geistigen. Wir haben genug Beweise, daß die längst und oft erwähnte Degeneration in hohem Maße verbreitet ist und teilweise die Führung im öffentlichen und gesellschaftlichen Leben zu übernehmen versuchte. Denken wir nur an jene vielen Schwankenden, die keinerlei sicheren Boden unter den Füssen hatten und weder politische, sittliche, nationale oder staatsbürgerliche Zuverlässigkeit aufweisen konnten.
Bisher ist noch so gut wie nicht bekannt, dass der Pionier der Sonder-/Heilpädagogik sich auch negativ über „Schwachsinnige“ und Hilfsschüler äußerte, sie als „Klasse der Überflüssigen“ bezeichnete, von der „Unterwertigkeit  von Volksgenossen“ sprach, die ein „Geschwür am Volkskörper“ wären. Und weiter warnte er davor, dass ein ganzes „Volk..  sich zu einem niedrigen Menschentypus zurückbilden“. kann:
Fürsorge – so Rupert Egenberger – bedeute auch Hingabe an die Verhütung der Rassenverschlechterung, an die Nutzung des „Kapitals an Volkskraft“, Aufrichtung eines heiligen Gesetzes, das die Verhinderung der Ausbreitung der Minderwertigkeit gebiete.
Im Interesse der Volkswirtschaft sollten nach Egenberger beispielsweise die „unterwertigen“ Hilfsschulkinder nicht aus dem Arbeitsprozess ausgeschlossen werden. Sie dürfen nicht als Verbraucher und Verzehrer des Arbeitslohnes anderer Kräfte abseits stehen, sondern  sie müssen  mitschaffen. Jedoch sollten sie nicht für Arbeiten, die hohe Fertigkeiten... oder hochwertiges Rohmaterial erfordern eingesetzt werden. Demzufolge forderte Egenberger: Machen wir also aus den Hilfsschulkindern Zeitungsträger, Laufburschen, Hilfsarbeiter. Folgerichtig schreibt Ellger-Rüttgardt, dass Egenberger zu den Sonder-/Heilpädagogen zählt, die in erster Linie die Disponibilität des Hilfsschülers für außerpädagogische Zwecke propagiert - den Gedanken an Überwindung des Hilfsschülerstatus mit Hilfe einer beruflichen Qualifikation dagegen so gut wie vollständig vernachlässigt. Der Begründer der Behindertenfürsorge, Konrad Biesalski äußerte sich zu dem Gedanken einer Ökonomisierung der Behindertenfürsorge wie folgt:
Der Krüppel soll erwerbsfähig, kurz gesagt, aus einem Almosenempfänger ein Steuerzahler, aus einem parasitischen ein produktives, aus einem unsozialen ein soziales Mitglied der menschlichen Gesellschaft werden. Gelingt das durch ausreichende Führsorgeeinrichtungen, so werden jährlich viele Millionen, die dem Unterhalt erwerbsunfähiger Krüppel dienen, für andere Zwecke frei, und ebenso viele Millionen […] werden durch Arbeit der erwerbsfähig gemachten Krüppel neu verdient.
Es herrschte die Auffassung, dass „der Mehraufwand für die Hilfsschulen [..] reichlich durch die Ersparnisse an Gefängnissen, Besserungs- und Armenhäusern aufgewogen (wird).“
Gemäß einer Statistik des 11. Verbandstages der Hilfsschulen Deutschlands werden 91,3 % der männlichen und weiblichen Hilfsschüler als berufsfähig beschrieben. Hinsichtlich drohender Sterilisationen zeigen Erhebungen für den Bereich Mittel- und Oberfranken, dass „Hilfsschülerinnen und Hilfsschüler [..] weit weniger von Sterilisationsverfahren betroffen [waren], als es der für das Gesetz zur Verhütung erbkranken Nachwuchses angefertigte Kommentar und andere Publikationen zu diesem Thema erwarten ließen.“
Die heilpädagogische Ausbildung der Lehrer betreffend, vertrat Egenberger die Ansicht, dass die Gründung von heilpädagogischen Schulen „aus der Sache heraus begründet sein“ müsse. Glücklich ein Volk, das solcher Institutionen nicht bedarf, denn diese zeugt von der Gesundheit eines Volkes, dass es rechtzeitig und ganz instinktmäßig fühlt, dass es gegen Rassenverschlechterung und Rassentarnung Maßregeln ergreift und sich mit allen Mitteln dagegen wehrt. Wenn schon Zehn- oder Hunderttausende Entartete oder Minderwertige in unserem Volke vorhanden sind, so ist, nachdem man die Minderwertigen selbst nicht beseitigen kann, nur die Möglichkeit gegeben, mit bitterem Ernste die Auswirkung der Minderwertigkeit und die weitere Verseuchung durch heilpädagogische Mittel zu bekämpfen. Erschreckend, dass der hochgelobte Heilpädagoge die Notwendigkeit der heilpädagogischen Ausbildung als Sachzwang behauptet und mit rassenhygienischen Argumenten begründet.
Egenbergers Konzept, „auch sog. Minderwertige heilpädagogisch zu behandeln, wurde ab 1933 von dem von Gregor, Villinger und Schröder über viele Jahre propagierten Konzept der Ausgrenzung von Nichterziehbaren abgelöst. Hilfsschule sollte Leistungsschule werden – keine heilpädagogische Einrichtung.“
Zu Egenbergers Verwendung rassenhygienischer Argumente zitiert der Erziehungswissenschaftler Manfred Berger Ute Weinmann:
Wesentliche Grundelemente seiner ... Sprache (waren) damals weltanschaulicher Konsens und gleichzeitig auch Teil des rassenhygienischen Paradigmas.

## Auszeichnungen/Ehrungen
Sein Freund, der Komponist Joseph Haas, widmete ihm das in den Jahren 1902–1904 entstandene Werk Bagatellen: 10 kleine Vortragsstücke für Klavier zu 2 Händen; opus 6 mit den Worten „Herrn Rupert Egenberger freundschaftlich zugeeignet.“
Für seine Leistungen wurde dem „Bahnbrecher der Heilpädagogik in Bayern“ 1954 das Bundesverdienstkreuz am Bande verliehen. 1957 erhielt er die Ehrenmitgliedschaft des Verbandes bayerischer Sonderschulen. In München und in Obergermaringen sind Straßen nach ihm benannt, ebenso Sonderschulen in Bayern, in Amberg, Bad Aibling, Höchberg, Neu-Ulm und Unterschleißheim. Diese Namensgebungen werden von Manfred Berger wegen Rupert Egenbergers rassenhygienischer Formulierungen kritisch hinterfragt.
Grundsätzlich sollen sich öffentliche Einrichtungen, z. B. Schulen, wie Charlotte Knobloch im Rahmen der Diskussion um die frühere Namensgebung des Staatlichen Gymnasiums Friedberg formulierte, von den „Akteuren, Profiteuren und Mitläufern des größten Zivilisationsbruch  in der Geschichte der Menschen als Namensgeber insbesondere im pädagogischen Bereich verabschieden“. Die Rupert-Egenberger-Förderschule in Höchberg hat im Sommer 2024 eine Namensänderung beantragt. „Wie die Schulleitung in ihrem Schreiben an den Kreistag berichtet, habe sich erst im November 2022 eine Studierende der Uni Würzburg eingehender mit dem Namensgeber befasst.“. Dies habe zu dem Antrag auf Umbenennung geführt. Die Entscheidung liegt jetzt, wie kürzlich auch im Fall Otfried Preußler, beim bayerischen Kultusministerium. Johanna Rumschöttel, ehemalige Landrätin des Landkreises München, ließ im Jahr 2013 die Integrität Rupert Egenbergers prüfen. Ihr Fazit: „Es wurden viele Entnazifizierungsunterlagen gewälzt, wir haben keinen Hinweis auf nationalsozialistische Verbindungen gefunden“.

## Werke (Auswahl)
- Psychische Fehlleistungen. Langensalza 1913.
- Die reine Kinderleistung. Langensalza 1914.
- Die soziale und pädagogische Bedeutung der Hilfsschule. In: Die Hilfsschule 1919, S. 132–150
- Die Ausbildung der Heilpädagogen. In: Hans Goeppert (Hrsg.): Bericht über den ersten Kongress für Heilpädagogik in München. Berlin 1923, S. 79–87.
- Das lernbehinderte und leistungsschwache Schulkind. Langensalza 1932.
- Wiederaufbau, Ausbau, Reform im hilfsschulpädagogischen Raum, Zeitschrift für Heilpädagogik, 1952, S. 47–51
- 50 Jahre Münchener Hilfsschule, Zeitschrift für Heilpädagogik, 1952, S. 285–298
- Heilpädagogik. München 1958.